# Jenozero
Jenozero (rusky Енозеро), je jezero na Kolském poloostrově v Murmanské oblasti v Rusku. Má rozlohu 94,4 km², včetně mnohých ostrovů asi 100 km². Leží v nadmořské výšce 224 m.

## Pobřeží
Pobřeží je skalnaté, velmi členité. Jezero se skládá ze dvou částí, které jsou spojené průlivem o šířce 350 m.

## Vodní režim
Odtéká z něj řeka Varzina do Barentsova moře